# Lista över artister och grupper på Geffen Records
Lista över artister och grupper kontrakterade av Geffen Records.

## A
- Aerosmith
- Agnes
- Angels and Airwaves
- Asia
- Audioslave
- Avant

## B
- Beck
- Berlin
- Mary J. Blige
- Blink-182
- The Bloodhound Gang
- Brasco

## C
- Cher
- Common
- Cowboy Junkies
- Counting Crows

## D
- Death Angel
- Diamond Head

## E
- Emmy Rossum

## F
- Fan 3
- Finch

## G
- Peter Gabriel
- Galactic Cowboys
- Garbage
- Gene Loves Jezebel
- Girlicious
- Jean Grae
- Guns N' Roses
- GZA

## H
- Deborah Harry
- Don Henley
- Hoku

## I
- Illusion
- Ish

## J
- Elton John

## K
- Kardinal Offishall
- B.B. King

## L
- John Lennon

## M
- Maarja-Liis Ilus
- Kylie Minogue
- Joni Mitchell
- Mötley Crüe

## N
- Leona Naess
- Nirvana

## O
- Yoko Ono

## P
- Papa Roach
- Pat Metheny Group
- The Pink Spiders
- Puddle Of Mudd

## Q
- Quarterflash

## R
- Remy Zero
- Rise Against
- The Roots
- Emmy Rossum

## S
- Shaggy
- She Wants Revenge
- Ashlee Simpson
- Sigur Rós
- Snoop Dogg
- Something Corporate
- Sonic Youth
- theSTART
- The Stone Roses
- Donna Summer

## T
- Trust Company

## U
- The Untouchable DJ Drastic

## V
- Veruca Salt

## W
- Weezer
- John Wetton
- Whitesnake
- White Zombie

## X
- XTC

## Y
- Neil Young
- New Radicals

## Z
- Remy Zero
- Rob Zombie